# Aleksandra Lüde
Aleksandra Laura Barbara Lüde z Kobylińskich, 2.voto Żmurkowa (ur. 1 listopada 1853 we Lwowie, zm. 19 marca 1920 tamże) – polska aktorka.

## Życiorys
Zaczęła grać w operetkach po śmierci pierwszego męża, majora wojsk austriackich. 17 lutego 1877 debiutowała w teatrze lwowskim jako Piękna Helena w sztuce Jacques’a Offenbacha, zaś 22 maja tego roku w teatrze krakowskim jako Panna Lange w Córce pani Angot Stanisława Woyny-Gwiaździńskiego. Od października 1877 należała do zespołu teatru krakowskiego. Jej pierwszą rolą niepisaną była Julia w Pozytywnych Józefa Narzymskiego. 4 lipca 1880 po raz pierwszy zagrała w Warszawskich Teatrach Rządowych jako Pani de Chatenay w Pomyłce Alberta Monniera i Eugène’a Labiche’a. Po raz ostatni wystąpiła w Krakowie 24 lipca 1881 jako Gabriela w Rozbitkach Józefa Blizińskiego. Od 7 października 1881 na stałe występowała w WTR, także po przemianowaniu ich na Teatry Miejskie. W tym okresie odwiedzała zagraniczne teatry: w Sankt Petersburgu (1892), Paryżu, Berlinie i Wiedniu (1894). 22 maja 1908 obchodziła jubileusz trzydziestolecia pracy scenicznej, występując jako Lady Erlynne w Wachlarzu lady Windermere Oskara Wilde’a. Odtwarzała głównie role konwersacyjne i z repertuaru klasycznego, pod koniec kariery także charakterystyczne.
Jej drugim mężem był malarz Franciszek Żmurko. Została pochowana na cmentarzu Powązkowskim (kwatera E-2-29/30).

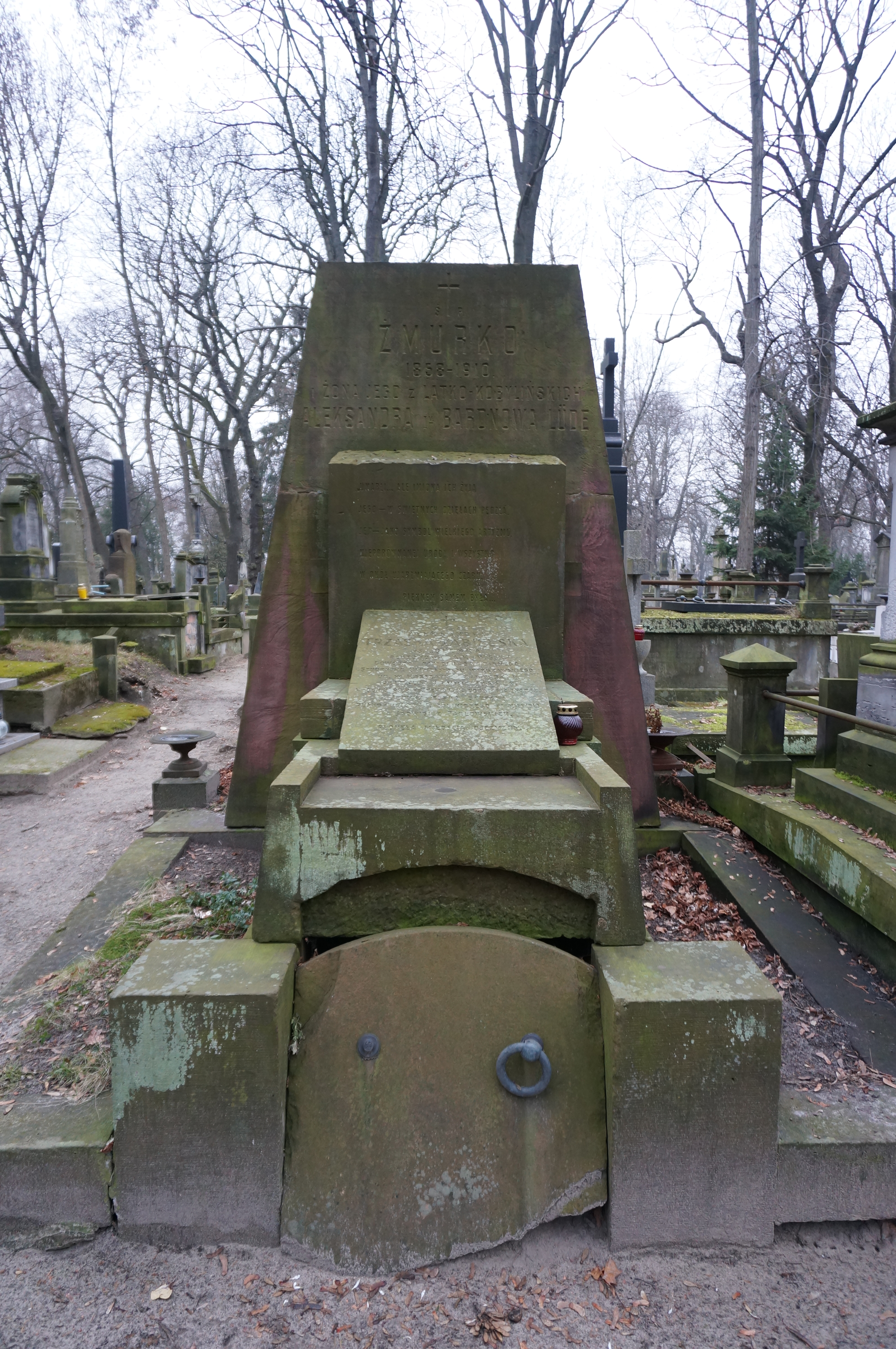
Grób Franciszka Żmurki i Aleksandry Lüde na cmentarzu Powązkowskim

## Role
- Tytania w Śnie nocy letniej Williama Szekspira
- Rozalinda w Jak wam się podoba Williama Szekspira
- Gwinona w Lilli Wenedzie Juliusza Słowackiego
- Podstolina w Panu Benecie Aleksandra Fredry
- Mańka w Panu Damazym Józefa Blizińskiego
- Bona w Królewskim jedynaku Lucjana Rydla
- Lady Milford w Intrydze i miłości Friedricha Schillera
- Małgorzata Gautier w Damie kameliowej Aleksandra Dumasa (syna)
- Baronowa d'Ange w Półświatku Aleksandra Dumasa (syna)
- Księżna de Bouillon w Adriannie Lecouvreur Ernesta Legouvé’a i Eugène’a Scribe’a
- Spinoza w Urielu Akoście Karla Gutzkowa
- Baronowa Edingen w Łodzi kwiatowej Hermanna Sudermanna
- Królowa Anna w Szklance wody Eugène’a Scribe’a